# Aleksandr Larikov
Aleksandr Larikov (San Pietroburgo, 10 settembre 1890 – Leningrado, 13 maggio 1960) è stato un attore sovietico.

## Filmografia parziale

### Attore
- Morskoj batal'on, regia di Aleksandr Fajncimmer e Adol'f Minkin (1944)
- Nebesnyj tichochod, regia di Semёn Timošenko (1945) (non accreditato)
- Starik Chottabyč, regia di Gennadij Kazanskij (1956)
- Den' pervyj, regia di Fridrich Ėrmler (1958)

## Premi
- Artista onorato della RSFSR
- Artista popolare della RSFSR
- Artista del popolo dell'Unione Sovietica
- Premio Stalin
- Ordine della Bandiera rossa del lavoro
- Ordine della Stella rossa
- Medaglia per la difesa di Leningrado
- Medaglia al merito del lavoro durante la grande guerra patriottica del 1941-1945